# Semitogea deutera
Semitogea deutera är en stekelart som beskrevs av Heinrich 1968. Semitogea deutera ingår i släktet Semitogea och familjen brokparasitsteklar. Inga underarter finns listade i Catalogue of Life.